# 盖州市
40°24′5.52″N 122°20′58.63″E / 40.4015333°N 122.3496194°E
盖州市是辽宁省营口市的一個县级市，位于辽东半岛西北部，西临渤海湾，地处“五点一线”沿海经济带中部。市人民政府驻西城街道市府大街2号。

## 历史沿革
战国时期，燕国开拓辽河流域，建辽东郡包括今盖州地区。秦统一后仍属辽东郡。
西汉汉高帝十二年（公元前195年），在盖州地区首设平郭县（在今盖州城老城区），归辽东郡管辖。三国时期，辽东太守公孙度领辽东，中辽，辽西三郡，平郭县属辽东郡八县之一。魏黄初二年（221年），公孙度之子公孙恭任辽东太守、车骑将军，假节平郭侯，受封平郭。东晋十六国时期的前燕、前秦、后燕，属平州。
407年北燕建立后，一度为高句丽占领，为盖牟城，是盖州名称之由来，后在此地置建安县，并筑建安城（今盖州北部青石岭的高丽城）。北魏太延二年（436年），北燕王冯弘率文武百官及数万百姓从龙城（今辽宁朝阳）迁至盖州。
唐贞观十九年（645年），唐太宗李世民率军亲征，克建安城，收复辽东。唐高宗总章元年（公元668年）于建安城设置建安州都督府。唐上元二年（761年）改属平卢节度使管辖。
渤海国时期在此置盖州，辽朝时期将盖州改为辰州，故盖州有古辰州之称。金明昌六年（1195年）因“辰”与“陈”同音，避讳改辰州为盖州。元代置盖州路，治所仍设在建安城。
明洪武四年（1371年）废州改卫，改盖州为盖州卫。连同金州卫，复州卫，海州卫，合成“南四卫”，同属山东按察司辽海东宁道。翌年改筑新城（今盖州县城）。
清康熙三年（1664年）置盖平县，隶属奉天府。盖平县取自“盖州”、“平郭”两个历史地名的首字。
1912年民国成立，盖州继称盖平县，属奉天省。1931年“九·一八”事变后，被日本占领，仍属奉天省盖平县。1945年，抗日战争胜后，国民政府未能接收此地，而由中国共产党领导成立盖平县人民政府，属辽南行政公署管辖。1946年冬至1947年春，盖州一度为国民政府占领。
1947年6月，人民解放军攻占盖州。1948年10月属辽东省管辖。1954年辽东、辽西两省合并为辽宁省，属辽宁省。后为营口市代管。1965年为了表示对朝鲜的友好而改名为盖县。1992年撤销盖县，设立盖州市。

## 行政区划
盖州市下辖8个街道办事处、16个镇、3个乡：
鼓楼街道、西城街道、东城街道、太阳升街道、团山街道、西海街道、九垄地街道、归州街道、高屯镇、沙岗镇、九寨镇、万福镇、卧龙泉镇、青石岭镇、暖泉镇、榜式堡镇、团甸镇、双台镇、杨运镇、徐屯镇、什字街镇、矿洞沟镇、陈屯镇、梁屯镇、小石棚乡、果园乡和二台乡。
熊岳镇、芦屯镇和红旗满族镇原属盖州市，于2004年划归鲅鱼圈区。

## 人口
根据第七次人口普查数据，截至2020年11月1日零时，盖州市常住人口为559271人。

## 交通
- 公路： 202国道、 305国道过境； 229国道终点。
- 铁路：沈大铁路盖州站、哈大客运专线盖州西站